# Mladi Špartanci
Mladi Špartanci, znana tudi kot Mlade Špartanke izzivajo fante, je zgodnje olje na platnu francoskega impresionističnega umetnika Edgarja Degasa. Delo prikazuje dve skupini ženske in moške špartanske mladine, ki se na nek način izzivajo. Delo je zdaj v stalni zbirki Narodne galerije v Londonu.

## Opis
Na sliki sta prikazani dve skupini starejših otrok, štiri dekleta in pet fantov, pri čemer so dekleta očitno zbadala ali izzivala fante. Dekleta so postavljena levo na sliki, fantje na desno, medtem ko se med dvema skupinama v ozadju zdi, da jih tretja skupina gleda; njihov videz je osupljiv, saj so popolnoma oblečeni, medtem ko mladi v ospredju stojijo goli ali zgoraj brez. Za opazovalci, identificiranimi kot Likurg in matere otrok , leži mesto Šparta, nad katero prevladuje gora Tajget, od koder naj bi bila telesa "neprimernih" otrok družin vržena v grapo, da bi umrla zaradi travme ali izpostavljenosti.

## Zgodovina
Slikati je začel leta 1860, ko se je Degas vrnil na platno, da bi v naslednjih letih predelal delo, čeprav je ob umetnikovi smrti ostalo nedokončano. Slikanje u X-žarki, ki so ga opravili v začetku 21. stoletja, so razkrili, da je Degas spremenil položaj mladih, njihove obraze in celo njihovo število; ta zadnja sprememba je povzročila čudno podobo štirih žensk v ospredju, ki so imele deset nog [3]. Degasova ponovna objava obrazov mladih se pogosto omenja v umetnostni kritiki, saj se domneva, da je umetnik spremenil značilnosti mladih iz klasičnega lepega grškega ideala v bolj urbani modernistični videz. Francoski umetnostni zgodovinar André Lemoisne je to dejstvo prvič opazil in omenil, da so imeli subjekti sodoben pariški videz, bolj podoben »gaminam Montmartra«. Novejši kritiki se strinjajo z Lemoisnejem, ki verjame, da je Degas poskušal "posodobiti" svojo sliko. 
Obstaja druga celostna različica slike, ki jo hrani Inštitut za umetnost v Chicagu. Ta različica je precej manj dokončana, vendar prikazuje zelo drugačno ozadje, podrobnejšo pokrajino in veliko arhitekturno strukturo, okoli katere počivajo značaji v ozadju. Delo kaže tudi, kako je Degas spremenil število v ospredju z dodatnim fantom na desni strani slike.
Mlade Špartance je leta 1924 kupila Narodna galerija in je konec leta 2013 prikazana v sobi 41. 

## Kritika
Leta 1879 je italijanski umetnostni kritik Diego Martelli opisal nedokončano delo kot »eno najbolj klasicističnih slik, ki si jih lahko predstavljamo«; čeprav se je po Martellijevih pripombah vrnil na sliko in odstranil klasicistično arhitekturo.
V izdaji The Art Bulletin iz leta 1985 je umetniški kritik Carol Salus domneval, da je delo »... tradicionalno interpretirano kot predstavljanje mladih žensk, ki izzivajo mlade moške, da se borijo ali tekmujejo, namesto tega predstavlja predstavitev špartanskih obredov« . To stališče je bilo v isti publikaciji naslednje leto izpodbijano, saj je Linda Nochlin trdila, da bi delo lahko zajemalo različne pomene in s sklicevanjem na Degasovo lastno nenaklonjenost, da bi podrobno razložil delo, gledalcu omogočilo, da si delo razlaga po lastni volji. To stališče je ponovil Christopher Riopelle, kustos slikarstva 19. stoletja v Narodni galeriji, ki je leta 2004 izjavil, da se slika, »... začenja kot tradicionalna zgodovinska slika, ki temelji na klasičnih opisih in natančnih raziskavah. Nekaj veliko bolj skrivnostnega.«